# Lugny-Champagne
Lugny-Champagne è un comune francese di 182 abitanti situato nel dipartimento del Cher, nella regione del Centro-Valle della Loira.

## Società

### Evoluzione demografica
Abitanti censiti